# Kyōko Fukada
 (décembre 2018).
Si vous disposez d'ouvrages ou d'articles de référence ou si vous connaissez des sites web de qualité traitant du thème abordé ici, merci de compléter l'article en donnant les références utiles à sa vérifiabilité et en les liant à la section « Notes et références ».
Pour les articles homonymes, voir Fukada.
Kyōko Fukada (深田 恭子, Fukada Kyōko) est une chanteuse et actrice japonaise née le 2 novembre 1982 à Tokyo au Tokyo Women's Medical College Hospital. C'est une star reconnue au Japon, également mannequin et qui fut sélectionnée pour un défilé de haute couture à Paris. 
Actuellement elle se consacre surtout à la télévision où elle tourne dans de nombreux dramas, les feuilletons télévisés japonais.

## Biographie
Kyōko Fukada fait sa scolarité au collège Horikoshi Kōkō avant de commencer sa carrière à l'âge de quinze ans. Sur conseil d'un ami de son père, elle participe à un concours de chant où elle interprète une chanson de la célèbre Tomomi Kahala. 
Remportant l'audition, elle se lance alors dans la chanson avant de se tourner vers la télévision. Elle joue dans son premier drama en 1997, intitulé Kamisama mō sukoshi dake, une histoire d'amour où elle joue le rôle d'une jeune lycéenne atteinte du sida. Au cours du tournage elle fait preuve d'une très grande motivation et d'une énergie très communicative, ce qui fit bonne impression et lança définitivement sa carrière. 
Si les séries télévisées dans lesquelles joua Kyōko sont très nombreuses, elle fit deux apparitions remarquées au cinéma. La première en 1998 dans le film d'horreur Ring 2, où elle joue une étudiante victime de la maléfique Sadako et en 2002, dans Dolls de Takeshi Kitano, un film d'amour où elle incarne une chanteuse à succès défigurée dans un accident de voiture et qui ne supporte plus son nouveau visage. Ensuite, elle joua dans le film Angel. Son dernier film en date est Kamikaze girls dans lequel elle joue le rôle de Momoko, une fanatique de la période rococo s'habillant toujours avec des robes à froufrous, qui rencontre Ichigo, faisant partie d'un gang de filles.
Mais c'est dans le domaine du mannequinat qu'elle se fait le plus remarquer. Son physique n'est pas étranger à sa notoriété et fait que de nombreux photobooks lui sont consacrés. Elle fut également l'emblème de Fasio, un fabricant de cosmétiques, qui l'utilisa pour lancer une importante campagne de publicité pour ses produits. 
Malgré ses activités cinématographiques et télévisées, elle continue d'apparaître régulièrement dans des magazines de mode et dans des campagnes publicitaires où ses services sont toujours très demandés. Elle a notamment tourné plusieurs spots publicitaires pour l'opérateur de téléphonie mobile NTT DoCoMo du Kansai. Elle joue du piano.

## Popularité
Kyōko Fukada apparaît comme un pur produit du star system japonais. Sa popularité est énorme, les sites de fans qui lui sont consacrés sont légion sur Internet et de nombreux fans clubs lui sont dédiés, dont le principal est basé à Tōkyō et a ouvert ses portes le 3 novembre 1999. 
Elle fait la couverture de nombreux magazines de modes et apparaît dans de nombreuses émissions télévisées. L'anniversaire de ses 20 ans fut d'ailleurs un véritable évènement au Japon, la « Kyōko Fukada mania » battant son plein. 
Toutefois, elle entra dans une période d'inquiétante récession entre fin 2002 et mi-2003, puisque les nouvelles sur Kyōko se faisaient rares et de nombreuses et mauvaises rumeurs commençaient à circuler, notamment des problèmes de poids, des relations amoureuses et également une qualité générale de ses dramas qui laissait beaucoup à désirer. En outre, sa carrière musicale fut brutalement stoppée quand Pony Canyon ne renouvela pas son contrat après un album au succès mitigé. De plus, le monde japonais du drama étant extrêmement concurrentiel, les offres pour des apparitions dans ces séries devinrent rares et elle commença à tomber dans l'oubli. 
Toutefois, le coup de théâtre survint lorsqu'elle apparut dans le film déjanté Shimotsuma Monogatari qui la propulsa à nouveau sur le devant de la scène. Elle reçut de nombreuses récompenses d'artistes pour sa nouvelle prestation et son dernier drama « Fugō Keiji » (富豪刑事, Le millionnaire détective) fut un véritable succès. Après un dur passage à vide, Kyōkorîne comme on la surnomme, semble bel et bien de retour.

### Relations personnelles
Kyōko Fukada étant une valeur sûre et bien établie au Japon, elle a noué des contacts nombreux avec des vedettes et célébrités du pays dont, entre autres, son idole Tomomi Kahala, une chanteuse à succès dans les années 1980, Ayumi Hamasaki (elle a fait deux apparitions dans le talk show AYU READY? en 2002 et 2003), Naoko Iijima, Ami Suzuki, Ai Katō et Yukie Nakama.  
Elle a une sœur plus jeune.

## Filmographie sélective
- 1999 : Ring 2 (リング2, Ringu 2?) de Hideo Nakata : Kanae Sawaguchi
- 2004 : Kamikaze Girls (下妻物語, Shimotsuma monogatari?) de Tetsuya Nakashima : Momoko Ryugasaki
- 2011 : Before Sunrise (夜明けの街で, Yoake no machi de?) de Setsurō Wakamatsu : Akiba Nakanishi
- 2011 : Wild 7 (ワイルド７?) de Eiichirō Hasumi : Yuki Honma
- 2013 : Roommate (ルームメイト, Rūmumeito?) de Takeshi Furusawa (en) : Reiko Nishimura
- 2015 : Joker Game (ジョーカー・ゲーム, Jōkā geimu?) de Yū Irie : Rin, l'amante de l'ambassadeur américain
- 2018 : Soratobu taiya (空飛ぶタイヤ?) de Katsuhide Motoki : Fumie Akamatsu